# Fernando Tobio
Fernando Omar Tobio (Ramos Mejía, 18 de octubre de 1989) es un futbolista argentino, juega de defensor en Barracas Central de la Liga Profesional Argentina.

## Trayectoria

### Vélez Sarsfield (2008-2014)
Debutó en la Primera División de Argentina el 1 de marzo de 2008 frente a Gimnasia de Jujuy, participando en los 90 minutos de juego. Recién el 6 de febrero de 2010 pudo convertir su primer gol en primera en la victoria de su equipo por 2 a 1 frente a Gimnasia y Esgrima La Plata. Durante su estancia de seis años en el Fortín logró 5 títulos: el Torneo Clausura (2009 y 2011), el Torneo Inicial 2012, el Campeonato de Primera División 2012-13 y la Supercopa Argentina 2013.

### Palmeiras (2014-2015)
A principios de 2014, el club brasilero Palmeiras decidió contratar a Tobio en condición de libre. Después de varios partidos, Fernando no pudo adaptarse como querían. En 2015 jugó casi todos los partidos del torneo paulista, pero una lesión muscular hizo que perdiera la titularidad. El 2 de diciembre Palmeiras se consagró campeón de la Copa do Brasil, pero Tobio ya había abandonado al Verdão en junio.

### Boca Juniors (2015-2017)
Luego de un año en el Palmeiras, el 28 de junio de 2015 se confirmó su llegada a Boca Juniors a préstamo por dos años. Transcurrió el préstamo alternando su presencia entre los once iniciales y el banco de suplentes. En este periodo logró tres títulos: dos de Primera División (2015 y 2016-17) y una Copa Argentina (2014-15).

### Rosario Central (2017-2018)
En agosto de 2017 se convirtió en nuevo refuerzo de Rosario Central, a préstamo por un año con opción de compra. Logró asentarse en el primer equipo y jugó 22 partidos, recibiendo dos tarjetas roja. El equipo rosarino terminó en la posición 20 en el torneo. En junio de 2018 volvió al club dueño de su pase, tras que Rosario Central no hiciera uso de la opción de compra.

### Toluca (2018-2020)
El 17 de julio fue traspasado al Deportivo Toluca de México, firmando un contrato por dos años. En julio de 2020, Toluca lo despidió después de que el jugador denunciara que lo pusieron a entrenar con COVID-19.

### Estudiantes de La Plata (2020-2021)
El 27 de octubre de 2020 firmó su contrato con el Club Estudiantes de La Plata, donde compartió plantel con Javier Mascherano y Mariano Andújar, subcampeones de la Copa del Mundo 2014.

### Huracán (2022-Act.)
Desde enero de 2022 es fichado por el Club Atlético Huracán.
A raíz de la mala campaña del equipo, el 28 de junio de 2023, realiza unas explosivas declaraciones contra sus compañeros de equipo.

## Selección nacional

### Selección mayor
Su única citación llegó el 15 de noviembre de 2010 cuando Sergio Batista lo convocó para entrenarse en el predio de Ezeiza teniéndolo en cuenta como parte de la selección local.

### Selección Sub-20
Sergio Batista lo convocó para disputar el Campeonato Sudamericano Sub-20 de 2009. Tobio jugó los 9 partidos, pero Argentina no se clasificó para el Mundial.

### Participaciones con la selección
| Torneo                      | Sede      | Resultado    |
| --------------------------- | --------- | ------------ |
| Sudamericano Sub-20 de 2009 | Venezuela | Sexto puesto |

## Clubes
| Club                    | País      | Año           |
| ----------------------- | --------- | ------------- |
| Vélez Sarsfield         | Argentina | 2008-2014     |
| Palmeiras               | Brasil    | 2014-2015     |
| Boca Juniors            | Argentina | 2015-2017     |
| Rosario Central         | Argentina | 2017-2018     |
| Toluca                  | México    | 2018-2020     |
| Estudiantes de La Plata | Argentina | 2020-2021     |
| Huracán                 | Argentina | 2022-2024     |
| Barracas Central        | Argentina | 2025-presente |

## Palmarés

### Campeonatos nacionales
| Título              | Equipo          | País      | Año     |
| ------------------- | --------------- | --------- | ------- |
| Primera División    | Vélez Sarsfield | Argentina | C-2011  |
| Primera División    | Vélez Sarsfield | Argentina | I-2012  |
| Primera División    | Vélez Sarsfield | Argentina | 2012-13 |
| Supercopa Argentina | Vélez Sarsfield | Argentina | 2013    |
| Primera División    | Boca Juniors    | Argentina | 2015    |
| Copa Argentina      | Boca Juniors    | Argentina | 2014-15 |
| Primera División    | Boca Juniors    | Argentina | 2016-17 |